# Rahden
Rahden – miasto w Niemczech, położone w kraju związkowym Nadrenia Północna-Westfalia, w rejencji Detmold, w powiecie minden-Lübbecke. W 2010 roku liczyło 15 636 mieszkańców.

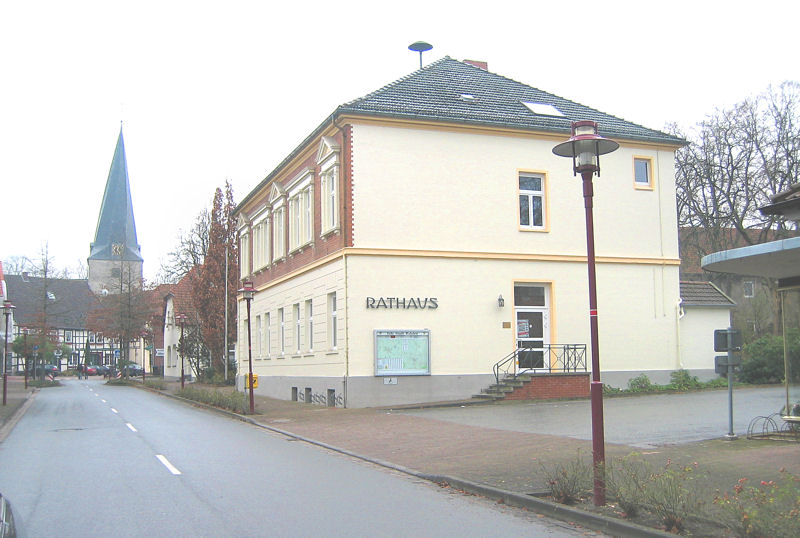
Ratusz w Rahden

## Współpraca
Miejscowości partnerskie:
- Galgahévíz, Węgry
- Glindow – dzielnica Werder (Havel), Brandenburgia